# Маконахеј (језеро)
Маконахеј (енгл. Lake McConaughy) је вештачко језеро у Сједињеним Америчким Државама. Налази се на територији америчких савезних држава Nebraska. Површина језера износи 124 km².